# Diócesis de Celje
La diócesis de Celje (en latín: Dioecesis Celeien(sis) y en esloveno: Škofija Celje) es una circunscripción eclesiástica latina de la Iglesia católica en Eslovenia, sufragánea de la arquidiócesis de Maribor. La diócesis tiene al obispo Maksimilijan Matjaž como su ordinario desde el 5 de marzo de 2021.

## Territorio y organización
La diócesis tiene 2711 km² y extiende su jurisdicción sobre los fieles católicos de rito latino residentes en parte de la región de Savinia.
La sede de la diócesis se encuentra en la ciudad de Celje, en donde se halla la Catedral de San Daniel.
En 2019 en la diócesis existían 112 parroquias.

## Historia
Hay poca memoria respecto de la primera diócesis de Celje (Celeia), en Nórico, que en los siglos VI y VII fue sufragánea del patriarcado de Aquilea. Se conocen los nombres de dos obispos: Gaudenzo, cuyo nombre fue recuperado de una inscripción descubierta cerca de la ciudad actual y que supuestamente vivió en el siglo VI; y Giovanni, que participó en el sínodo de Grado en 579 y en el de Marano en 589 o 590, y que participó en la diatriba que siguió al cisma tricapitolino. La atribución a esta diócesis del obispo Andrés, que participó en el Concilio de Roma de 680, en donde se condenó al monotelismo, es incierta. Posteriormente no hay más noticias de esta diócesis.
La nueva diócesis fue erigida el 7 de abril de 2006 con la bula Varia inter munera del papa Benedicto XVI, obteniendo el territorio de la diócesis de Maribor, que a su vez fue elevada al rango de arquidiócesis metropolitana.

## Estadísticas
De acuerdo al Anuario Pontificio 2020 la diócesis tenía a fines de 2019 un total de 226 976 fieles bautizados.
| Año                                                                             | Población            | Población | Población      | Sacerdotes | Sacerdotes    | Sacerdotes    | Bautizados por sacerdote | Diáconos permanentes | Religiosos | Religiosos | Parroquias |
| Año                                                                             | Bautizados católicos | Total     | % de católicos | Total      | Clero secular | Clero regular | Bautizados por sacerdote | Diáconos permanentes | Varones    | Mujeres    | Parroquias |
| ------------------------------------------------------------------------------- | -------------------- | --------- | -------------- | ---------- | ------------- | ------------- | ------------------------ | -------------------- | ---------- | ---------- | ---------- |
| 2006                                                                            | 237 370              | 289 846   | 81.9           | 140        | 114           | 26            | 1695                     |                      | 27         | 30         | 112        |
| 2013                                                                            | 236 228              | 289 108   | 81.7           | 127        | 95            | 32            | 1860                     | 3                    | 34         | 14         | 112        |
| 2016                                                                            | 226 392              | 289 900   | 78.1           | 114        | 87            | 27            | 1985                     | 4                    | 30         | 12         | 112        |
| 2019                                                                            | 226 976              | 292 783   | 77.5           | 123        | 92            | 31            | 1845                     | 2                    | 33         | 33         | 112        |
| Fuente: Catholic-Hierarchy, que a su vez toma los datos del Anuario Pontificio. |                      |           |                |            |               |               |                          |                      |            |            |            |

## Episcopologio
- Gaudenzo † (siglo VI)
- Giovanni † (antes de 579-después de 589 o 590)
- Andrea ? † (mencionado en 680)
  - Sede suprimida
- Anton Stres, C.M. (7 de abril de 2006-31 de enero de 2009 nombrado arzobispo coadjutor de Maribor)[4]
- Stanislav Lipovšek (15 de marzo de 2010-18 de septiembre de 2018 retirado)
  - Sede vacante (2018-2021)
- Maksimilijan Matjaž, desde el 5 de marzo de 2021